# بالگردگاه ارتشی براینت
بالگردگاه ارتشی براینت (به انگلیسی: Bryant Army Heliport) یک فرودگاه نظامی با کد یاتا FRN است که یک باند فرود آسفالت دارد و طول باند آن ۱۲۷۳ متر است. این فرودگاه در شهر انکوریج کشور ایالات متحده آمریکا قرار دارد و در ارتفاع ۱۱۵ متری از سطح دریا واقع شده‌است.